# Nastri d'argento 2015
Els Nastri d'argento 2015 foren la 70a edició de l'entrega dels premis Nastro d'Argento (Cinta de plata) que va tenir lloc el 27 de juny 2015 al teatre grecoromà de Taormina. a la inauguració del Taormina Film Fest. Fou presentada per Laura Delli Colli i retransmès per diferit el 2 de juliol a Rai Uno. Les candidatures foren fetes públiques el 29 de maig de 2015 al MAXXI - Museo nazionale delle arti del XXI secolo.

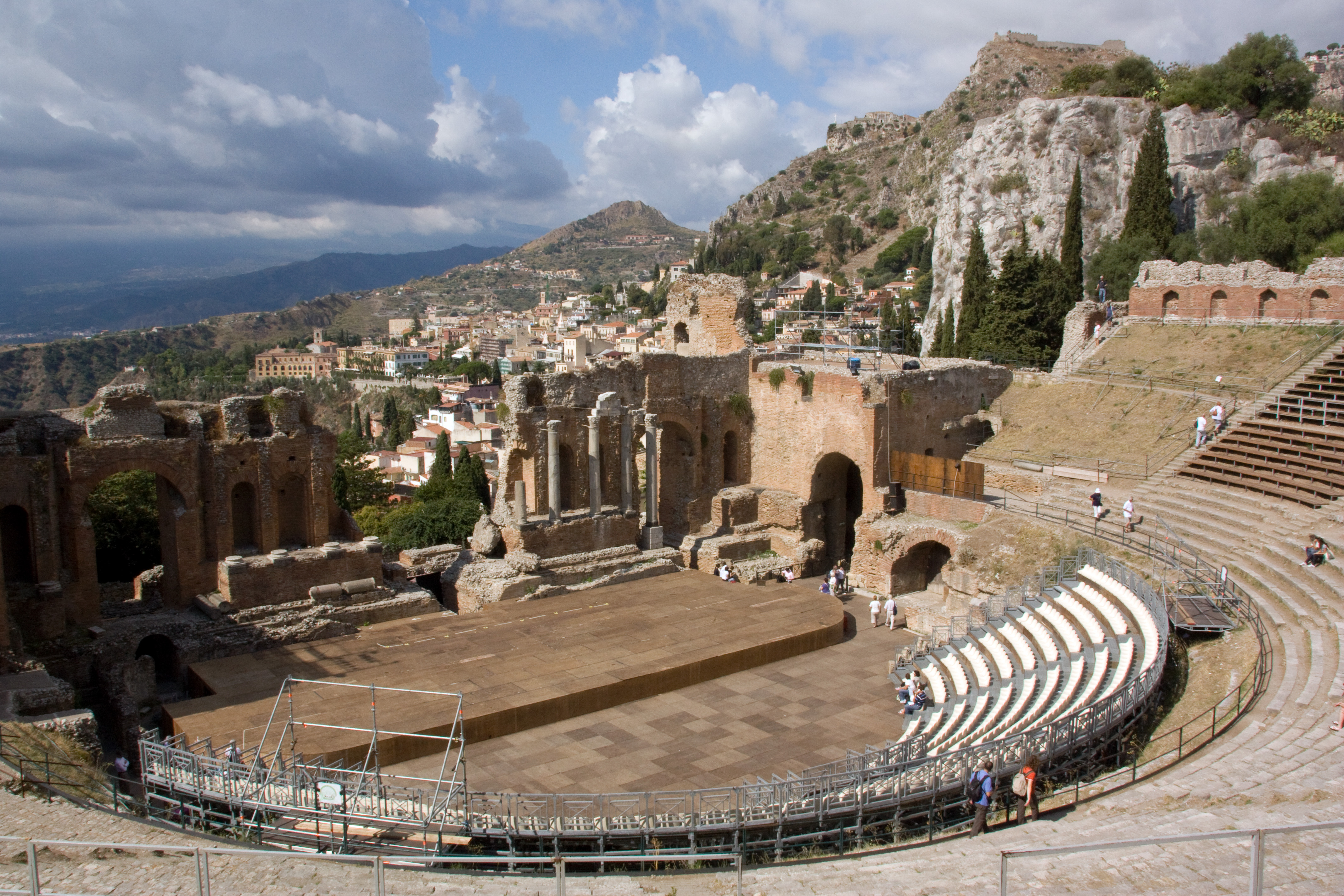
El Teatre de Taormina on s'entreguen els premis.

## Guanyadors

### Millor director
- Paolo Sorrentino - Joventut
- Saverio Costanzo - Hungry Hearts
- Matteo Garrone - Il racconto dei racconti - Tale of Tales
- Nanni Moretti - Mia madre
- Francesco Munzi - Anime nere

### Millor director novell
- Edoardo Falcone - Se Dio vuole
- Michele Alhaique - Senza nessuna pietà
- Laura Bispuri - Vergine giurata
- Duccio Chiarini - Short Skin - I dolori del giovane Edo
- Eleonora Danco - N-capace

### Millor pel·lícula de comèdia
- Noi e la Giulia de’Edoardo Leo
- Fino a qui tutto bene de Roan Johnson
- Il nome del figlio de Francesca Archibugi
- Italiano medio de Maccio Capatonda
- Latin Lover de Cristina Comencini

### Millor productor
- Luigi i Olivia Musini - Anime nere, Torneranno i prati i Last Summer
- Domenico Procacci i Nanni Moretti - Mia madre
- Fulvio i Federica Lucisano - Noi e la Giulia i Scusate se esisto!
- Lorenzo Mieli i Mario Gianani - Hungry Hearts i Se Dio vuole
- Nicola Giuliano, Francesca Cima i Carlotta Calori - Il ragazzo invisibile i Joventut

### Millor argument
- Alessandro Fabbri, Ludovica Rampoldi i Stefano Sardo - Il ragazzo invisibile
- Riccardo Rossi, Chiara Barzini i Luca Infascelli - La prima volta (di mia figlia)
- Edoardo De Angelis i Filippo Gravino - Perez.
- Duccio Chiarini i Ottavia Madeddu - Short Skin - I dolori del giovane Edo
- Gaetano Di Vaio - Take five

### Millor guió
- Francesco Munzi, Fabrizio Ruggirello, Maurizio Braucci amb la col·laboració de Gioacchino Criaco - Anime nere
- Nanni Moretti, Francesco Piccolo i Valia Santella - Mia madre
- Francesca Archibugi i Francesco Piccolo - Il nome del figlio
- Matteo Garrone, Edoardo Albinati, Ugo Chiti i Massimo Gaudioso - Il racconto dei racconti - Tale of Tales
- Paolo Sorrentino - Joventut

### Millor actor protagonista
- Alessandro Gassmann - Il nome del figlio i I nostri ragazzi
- Pierfrancesco Favino - Senza nessuna pietà
- Fabrizio Ferracane, Marco Leonardi i Peppino Mazzotta - Anime nere
- Riccardo Scamarcio - Nessuno si salva da solo
- Luca Zingaretti - Perez.

### Millor actriu protagonista
- Margherita Buy - Mia madre
- Ambra Angiolini - La scelta
- Paola Cortellesi - Scusate se esisto!
- Alba Rohrwacher - Vergine giurata i Hungry Hearts
- Jasmine Trinca - Nessuno si salva da solo

### Millor actriu no protagonista
- Micaela Ramazzotti - Il nome del figlio
- Barbora Bobuľová - I nostri ragazzi i Anime nere
- Valeria Bruni Tedeschi - Latin Lover
- Giovanna Ralli - Un ragazzo d'oro
- Carla Signoris - Le leggi del desiderio

### Millor actor no protagonista
- Claudio Amendola - Noi e la Giulia
- Stefano Fresi - Ogni maledetto Natale i La prima volta (di mia figlia)
- Adriano Giannini - Senza nessuna pietà i La foresta di ghiaccio
- Luigi Lo Cascio - I nostri ragazzi
- Francesco Scianna - Latin Lover

### Millor fotografia
- Luca Bigazzi - Joventut
- Fabio Cianchetti - Hungry Hearts
- Michele D'Attanasio - La foresta di ghiaccio
- Fabio Olmi - Torneranno i prati
- Vladan Radovic - Anime nere i Vergine giurata

### Millor vestuari
- Massimo Cantini Parrini - Il racconto dei racconti - Tale of Tales
- Alessandro Lai - Latin Lover
- Lina Nerli Taviani - Maraviglioso Boccaccio
- Carlo Poggioli - Joventut i Romeo and Juliet
- Paola Ronco - La solita commedia - Inferno

### Millor escenografia
- Dimitri Capuani - Il racconto dei racconti - Tale of Tales
- Ludovica Ferrario - Joventut
- Rita Rabassini - Il ragazzo invisibile
- Tonino Zera - Romeo and Juliet i Soap opera
- Paki Meduri - Noi e la Giulia

### Millor muntatge
- Cristiano Travaglioli - Anime nere i Joventut
- Clelio Benevento - Mia madre
- Esmeralda Calabria - Il nome del figlio
- Francesca Calvelli - Hungry Hearts i Latin Lover
- Marco Spoletini - Il racconto dei racconti - Tale of Tales

### Millor so en directe
- Maricetta Lombardo - Il racconto dei racconti - Tale of Tales
- Antongiorgio Sabia - I nostri ragazzi
- Remo Ugolinelli - Il nome del figlio
- Vincenzo Urselli - Perez.
- Alessandro Zanon - Mia madre

### Millor banda sonora
- Nicola Piovani - Hungry Hearts
- Ezio Bosso i Federico De Robertis - Il ragazzo invisibile
- Paolo Fresu - Torneranno i prati i Vinodentro
- Raphael Gualazzi - Un ragazzo d'oro
- Orchestra di piazza Vittorio - Pitza e datteri
- Giuliano Taviani i Carmelo Travia - Maraviglioso Boccaccio i Ogni maledetto Natale

### Millor cançó
- Sei mai stata sulla Luna? de Francesco De Gregori - Sei mai stata sulla Luna?
- Cocciu d'amuri  de Lello Analfino - Andiamo a quel paese
- Mocca alla crisi de Pivio e Aldo De Scalzi, Claudio Pacini, Antonello De Leo, i Pietro Loprieno interpretata da Aldo De Scalzi - Le frise ignoranti
- Time for My Prayers de Raphael Gualazzi, Giuliano Sangiorgi i la participació d'Erica Mou interpretada per Raphael Gualazzi - Un ragazzo d'oro
- Buonesempio de Giordano Corapi i Roberta Serretiello - Take five
- Morirò d'incidente stradale d'I Gatti mezzi - Fino a qui tutto bene

### Millor director de càsting
- Francesco Vedovati - Il ragazzo invisibile i Maraviglioso Boccaccio
- Elisabetta Boni - Il nome del figlio
- Laura Muccino - Latin Lover
- Annamaria Sambucco - Joventut (per il casting italiano)
- Paola Rota i Raffaele Di Florio - Il giovane favoloso

### Nastro d'Argento especial
- Ninetto Davoli a la carrera
- Douglas Kirkland a la carrera
- Giulia Lazzarini
- Adriana Asti
- Fango e Gloria - La Grande Guerra
- Cristina Comencini

### Nastro d'argento de l'any
- Il giovane favoloso a Mario Martone, Palomar i Elio Germano

### Nastri europeu
- Laura Morante
- Lambert Wilson

### Premi Guglielmo Biraghi
- Greta Scarano - Senza nessuna pietà
- Simona Tabasco - Perez.

#### Mencions especials
- Silvia D'Amico - Fino a qui tutto bene
- Niccolò Calvagna - Un Natale stupefacente i Mio papà

### Premi Nino Manfredi
- Paola Cortellesi - Scusate se esisto!

#### Premi especial
- Lillo & Greg - Un Natale stupefacente

### Premis dels patrocinadors

#### PremioHamiltonbehind the camera
- Luca Zingaretti - Perez.

#### PremiPorsche 911Targa - Tradizione e innovazione
- Adriano Giannini - La foresta di ghiaccio i Senza nessuna pietà

#### PremiPersolal personatge de l'any
- Elio Germano

#### Premi Cusumano a la comèdia
- Serena Autieri - Si accettano miracoli

#### PremiWellaper la imatge
- Simona Tabasco - Perez.

### Millor documental
- Triangle de Costanza Quatriglio
- Come il peso dell'acqua de Andrea Segre
- La zuppa del demonio de Davide Ferrario
- Sul vulcano de Gianfranco Pannone
- The Special Need de Marco Zoratti

### Millor documental sobre cinema
- Gian Luigi Rondi: vita, cinema, passione de Giorgio Treves
- Giulio Andreotti - Il cinema visto da vicino de Tatti Sanguineti
- Nessuno siamo perfetti de Giancarlo Soldi
- Poltrone rosse: Parma e il cinema de Francesco Barilli
- Senza Lucio de Mario Sesti

#### Senyalacions especials al millor docufilm
- Belluscone - una storia siciliana de Franco Maresco
- La trattativa de Sabina Guzzanti
- Dancing with Maria d'Ivan Gergolet
- Io sto con la sposa d'Antonio Augugliaro, Gabriele Del Grande i Khaled Soliman al Nassiry
- The show MAS go on de Rä di Martino

#### Nastri de l'any
- Felice chi è diverso de Gianni Amelio
- Italy in a Day - Un giorno da italiani de Gabriele Salvatores
- Quando c'era Berlinguer de Walter Veltroni

#### Premi especial del jurat
- La scuola d'estate de Jacopo Quadri

#### Premis especials
- La zuppa del demonio de Davide Ferrario
- Giulio Andreotti - Il cinema visto da vicino de Tatti Sanguineti
- Nessuno siamo perfetti de Giancarlo Soldi

#### Nastro d'argento especial
- Marco Spagnoli

#### Millor protagonista al documental de l'any
- Jana in Qualcosa di noi

#### Menció especial
- 9x10 novanta

### Corti d'argento

#### Millor curtmetratge
- Sonderkommando de Nicola Ragone
- A Ciambra de Jonas Carpignano
- Child K de Roberto De Feo i Vito Palumbo
- Lievito madre de Fulvio Risuleo
- L'impresa de Davide Labanti
- D.U.G.U. de Michela Andreozzi
- Il premio de Francesca Mazzoleni
- Il serpente de Nicola Prosatore
- Mona Blonde de Grazia Tricarico
- Ore 12 de Toni D'Angelo
- Remember de Federico Zampaglione
- Thriller de Giuseppe Marco Albano

#### Millor curtmetratge d'animació
- L'attesa del maggio de Simone Massi
- Aubade de Mauro Carraro
- Facing Off de Maria Di Razza
- Imperium vacui de Massimo Ottoni i Linda Kelvink
- La valigia de Pier Paolo Paganelli
- The Age of Rust de Francesco Aber i Alessandro Mattei

#### Cinquena pel social
- A New Family de Simone Manetti
- A tutto tondo de Andrea Bosca
- Il sorriso di Candida de Angelo Caruso i Rita Bugliosi
- Sulla poltrona del Papa de Cristiana Capotondi
- Un'altra storia de Gabriele Pignotta

#### Millors actors de curtmetratge
- Luca Argentero i Francesco Montanari per Mala vita

#### Cinemaster
- Fulvio Risuleo per Lievito madre

#### Mencions especials
- Roberto De Feo i Vito Palumbo per Child K
- Marco Pontecorvo i Maurizio Forestieri per la introducció d'animacions a la pel·lícula Tempo instabile con probabili schiarite
- Andrea Bosca per A tutto tondo
- Brando De Sica per L'errore